# SN 1951A
SN 1951A – supernowa odkryta 8 sierpnia 1951 roku w galaktyce A215518-0418. W momencie odkrycia miała maksymalną jasność 16,60m.